# Carex atrata subsp. atrata
Carex atrata subsp. atrata L. es una subespecie de la especie herbácea Carex atrata de la familia de las ciperáceas.

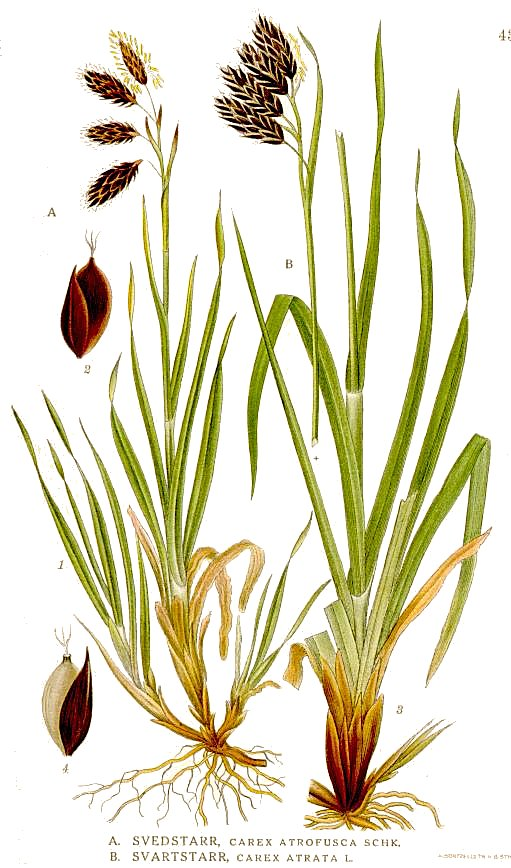
435 Carex atrata, C. atrofusca.

## Descripción
Es una especie herbácea que se puede confundir con Carex parviflora, de la que se diferencia por tener las espigas más largas y los utrículos verdosos y pardos.

## Distribución y hábitat
Se distribuye por las montañas del centro y sur de Europa hasta el Cáucaso, norte de China hasta Japón. Llega a la península ibérica por los Pirineos, más una localidad recientemente descubierta en la cordillera Cantábrica donde crece en los pastos densos y fisuras de roquedo y en piso alpino en alturas de 2600 a 2900 m s. n. m. Florece en julio-agosto y fructifica en agosto-septiembre.

## Taxonomía
Carex atrata fue publicado en Bulletin of the Torrey Botanical Club 43(12): 618–619. 1916[1917].
Etimología
Ver: Carex
atrata; epíteto latino que significa "negra".
Sinonimia
- Carex atrata var. dubia Gaudin (1804).
- Carex dubia Gaudin (1804), nom. illeg.
- Carex distachya Willd. (1805), nom. illeg.
- Carex aethostachya Schkuhr (1806).
- Carex atrofusca Steven (1813), nom. illeg.
- Carex atrata var. rectiuscula Hartm. (1820).
- Carex cylindrica Miel. ex Kunth (1837).
- Carex atrata var. brunnescens Andersson (1849).
- Carex castanea Miel. (1849), nom. illeg.
- Carex atrata var. spadicea Beurl. (1853).
- Carex atrata var. laxa Neilr. (1857).
- Carex atrata var. ovata Boott (1862).
- Carex atropurpurea Fisch. ex Trevir. (1863).
- Carex atrata f. gelida Schur (1866).
- Carex atrata var. bicolor Celak. (1867).
- Carex atrata var. castanea Nyman (1882).
- Carex capillaris var. castanea Nyman (1882).
- Carex nigra var. distachya Nyman (1882).
- Carex tauricola Boiss. (1882).
- Carex atrata var. heterostachya Almq. (1884).
- Carex atrata subsp. castanea (Nyman) K.Richt. (1890).
- Carex atrata f. castanea (Nyman) K.Richt. (1890).
- Carex nigra subsp. distachya (Nyman) K.Richt. (1890).
- Carex atrata var. spiculosior Norman (1893).
- Carex pseudocilicica Hausskn. (1900), nom. inval.
- Carex atrata f. decolorans Neuman (1901).
- Carex atrata var. longistolonifera Kük. in H.G.A.Engler (ed.) (1909).
- Carex atrata var. pseudocilicica Kük. in H.G.A.Engler (ed.) (1909).
- Carex atrata var. japonoalpina T.Koyama (1955).
- Carex japonoalpina (T.Koyama) T.Koyama (1956).
- Carex perfusca var. japonoalpina (T.Koyama) Kitag. (1979).
- Carex atrata subsp. longistolonifera (Kük.) S.Yun Liang (2000).[3][4]